# Szánkó (sport)

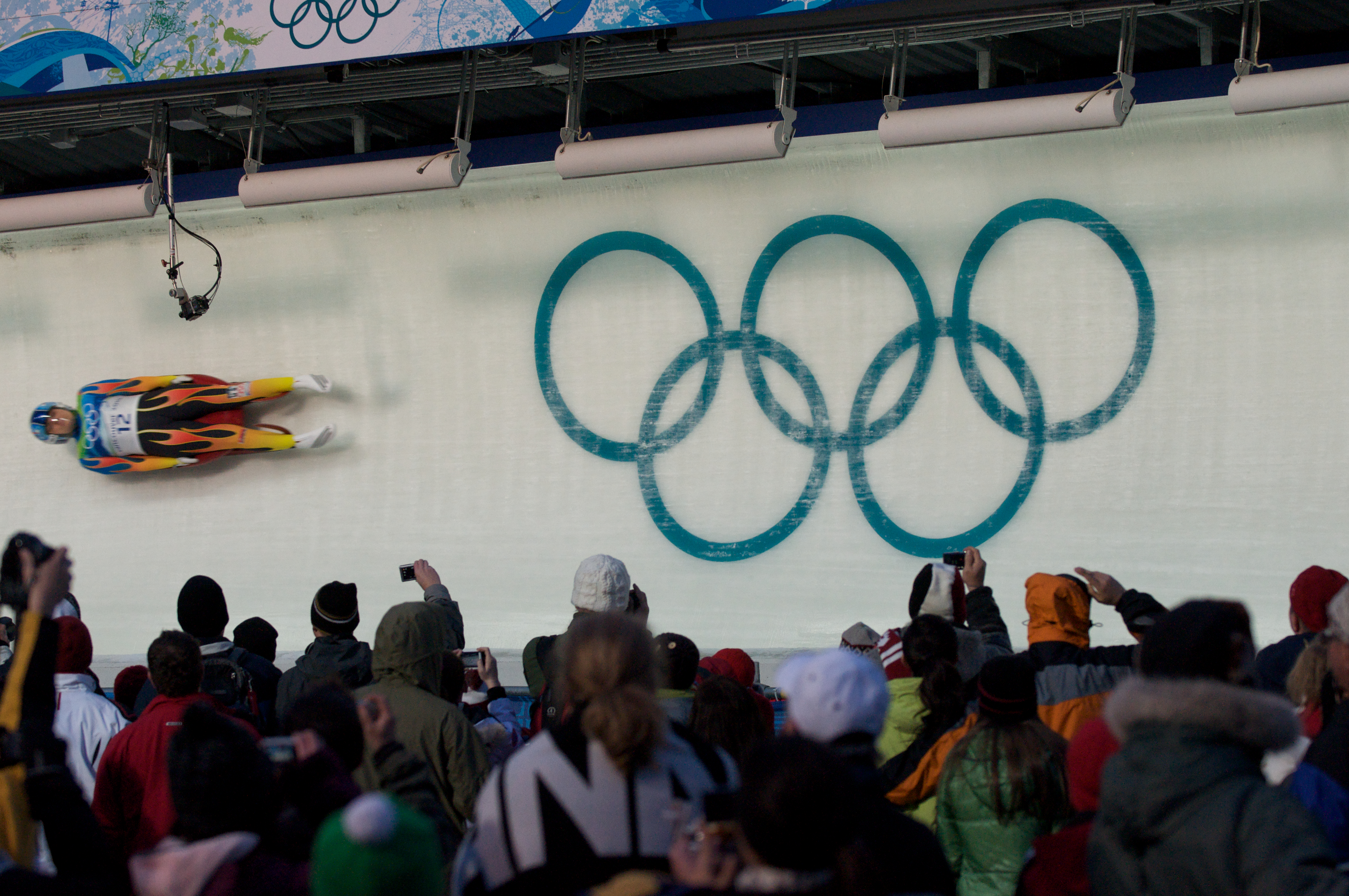
Szánkóverseny a 2010-es téli olimpián (Julia Clukey, USA)

A szánkósport a télisportok egyike, versenyszerű szánkózás, amit a férfiak és a nők is űznek. Két szakága van: a természetes és a mesterséges pályákon való versenyzés. A mesterséges pályán űzött szánkóversenyeket a bobbal és a szkeletonnal azonos jégcsatornákban rendezik.

## Története
A szánkósport története – csakúgy, mint a bob és a szkeleton – a svájci St. Moritzban kezdődött. A 19. század közepén vállalkozó kedvű és vidám angol fiatalok a település lejtős utcáin csúszkáltak szánkókon – esetenként baleseteket okozva –, a helyi polgárok felháborodására. Caspar Badrutt szállodatulajdonos felismerte ebben a lehetőséget az idegenforgalom növelésére, és 1884-ben kialakított egy szánkópályát William Bulpett polgármester támogatásával. A Cresta Run, az első szánkópálya, mindössze 1 kilométerre volt a várostól Celerina irányában, és tíz kanyart tartalmazott. A szánkósport („lábbal előre”) és a szkeleton sport („fejjel előre”) hamar elvált egymástól. Az első hivatalos szánkóversenyt 1883-ban rendezték Davosban, majd a Nemzetközi Szánkósportszövetség (Internationale Schlittensportverband vagy International Sled Sports Federation) 1913-ban alakult meg Drezdában.
1935-ben a bobosok kiváltak a szervezetből, és megalapították saját szervezetüket Fédération Internationale de Bobsleigh et de Tobogganing (FIBT) néven. A szánkósok sokáig nem tudták kiheverni ezt a meggyengülést, saját nemzetközi szövetségüket csak 1957-ben alakították újra (Fédération Internationale de Luge de Course, FIL). Az említett okok miatt a sportág – jócskán elmaradva a rokonsport bobtól és szkeletontól – csak 1955-ben, Oslóban tudta megrendezni első világbajnokságát, az olimpiákon pedig az 1966-os, innsbrucki játékok óta szerepel a műsoron.

## Szánkópályák, szánkók

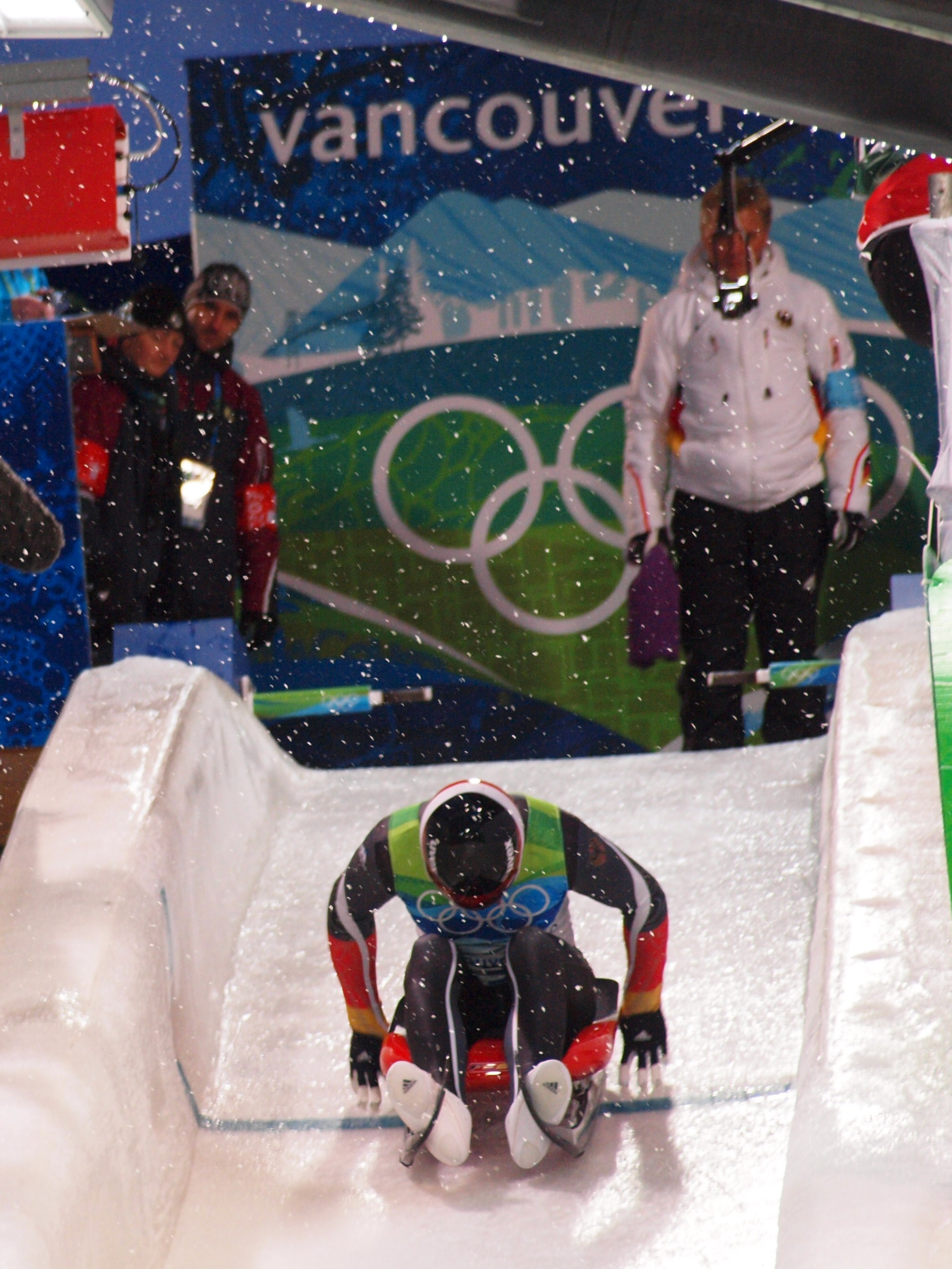
Egy versenyző rajtja a 2010-es téli olimpián

A szánkóversenyeket a bobbal és a szkeletonnal közös pályákon rendezik meg. A legtöbb pálya mesterségesen hűtött (a természetes hűtésű St. Moritz jégcsatornájában a szánkósok nem versenyeznek). A pálya hossza férfiaknál legalább 1000 méter, nőknél legalább 800 méter. A pályákon a versenyzők 120–160 km/órás átlagos sebességgel csúsznak, a rájuk ható legnagyobb centrifugális gyorsulás elérheti az 5g-t is.
Az alacsony építésű szánkókon a sportolók a hátukon fekszenek, a járművet a szánkó felnyúló „szarvaival” és óvatos testsúlyáthelyezéssel irányítják. A szánkó 15 centiméter magas, 124–135 centiméter hosszú, a korcsolyák közötti távolság 45 centiméter. Az együléses szánkó tömege 21–25 kilogramm, a kétüléseseké 25–30 kilogramm. A versenyzők egyéni felszerelése nagyjából a két rokonsportéval azonos (a szövetség előírása szerint), de a kezükön tüskékkel ellátott kesztyűt viselnek, a starthelyről indulva ennek segítségével gyorsítják fel magukat.

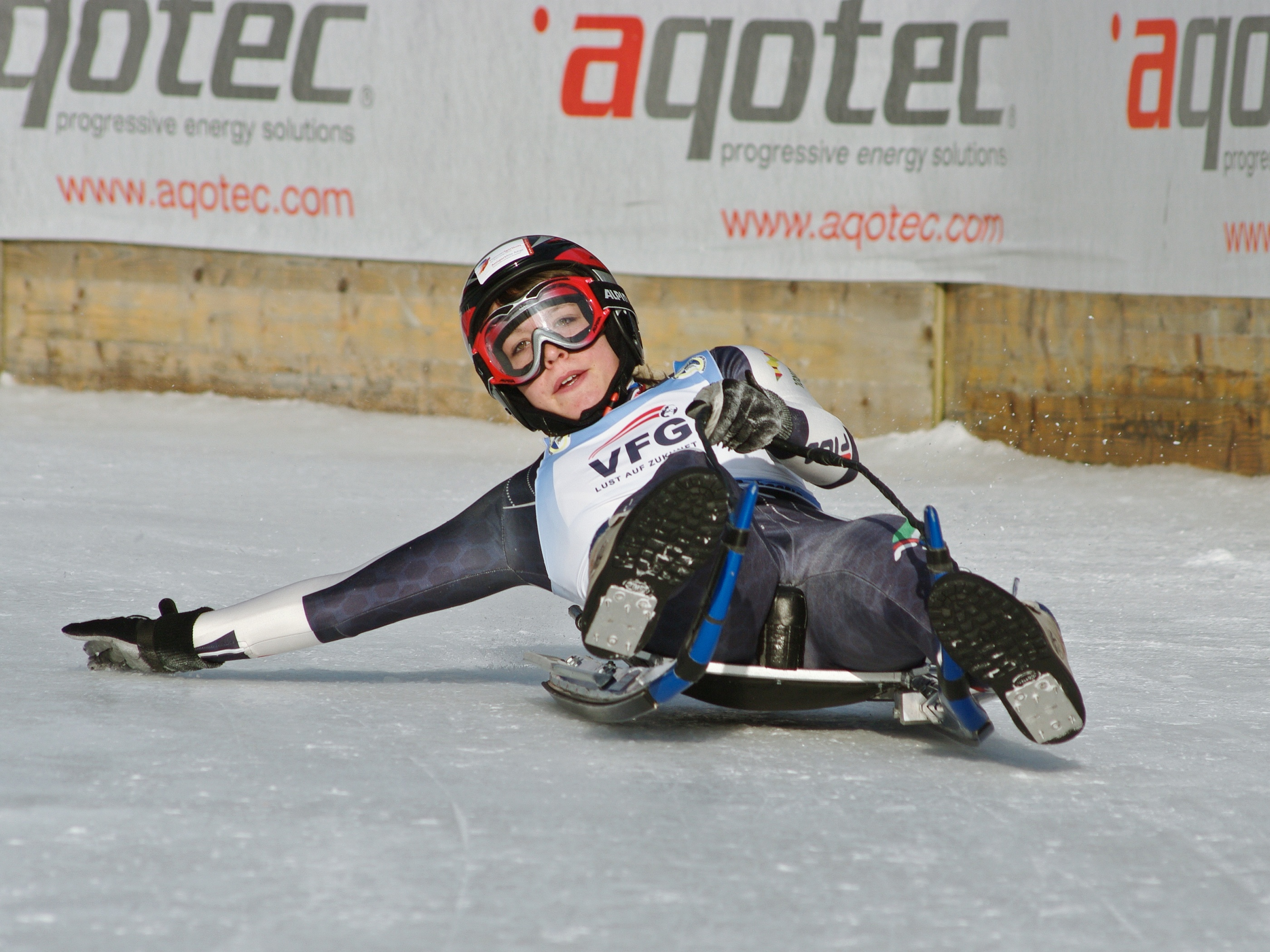
Szánkóverseny természetes pályán

A természetes szánkópályákat hegyes vidékeken, a természetes utak nyomvonalát követve alakítják ki. Ellentétben a mesterséges jégcsatornákkal, itt a pályák általában szélesebbek, aljuk sík felület, és mesterséges hűtést nem szabad alkalmazni. A szánokon heveder van, és a versenyzők ezt fogva, kézzel, lábbal és testsúly áthelyezéssel irányítják a járművet.

## Szánkóversenyek
A szánkóversenyeken férfi és női együléses, férfi kétüléses (páros) és – 1989 óta és csak világbajnokságokon – vegyescsapat-versenyeket rendeznek. Komoly nemzetközi versenyeken a végeredményt egyéni számokban négy, a párosokban két futam összesített időeredménye adja. A vegyescsapat-versenyeket váltó formában rendezik, 1999 óta egy férfi, egy nő és egy páros részvételével. A váltó versenyző(ke)t a célba érő sportoló indítja egy tábla megütésével. Az időt ezredmásodperces pontossággal mérik.

## Fordítás
- Ez a szócikk részben vagy egészben  a   Luge című angol Wikipédia-szócikk ezen változatának fordításán alapul.  Az eredeti cikk szerkesztőit annak laptörténete sorolja fel. Ez a jelzés csupán a megfogalmazás eredetét és a szerzői jogokat jelzi, nem szolgál a cikkben szereplő információk forrásmegjelöléseként.